# 苗栗市田心謝氏陳留堂
24°34′07″N 120°49′40″E / 24.568527°N 120.827868°E
田心謝氏陳留堂，是位於臺灣苗栗縣苗栗市清華里的謝姓宗祠，今列苗栗縣歷史建築。

## 由來

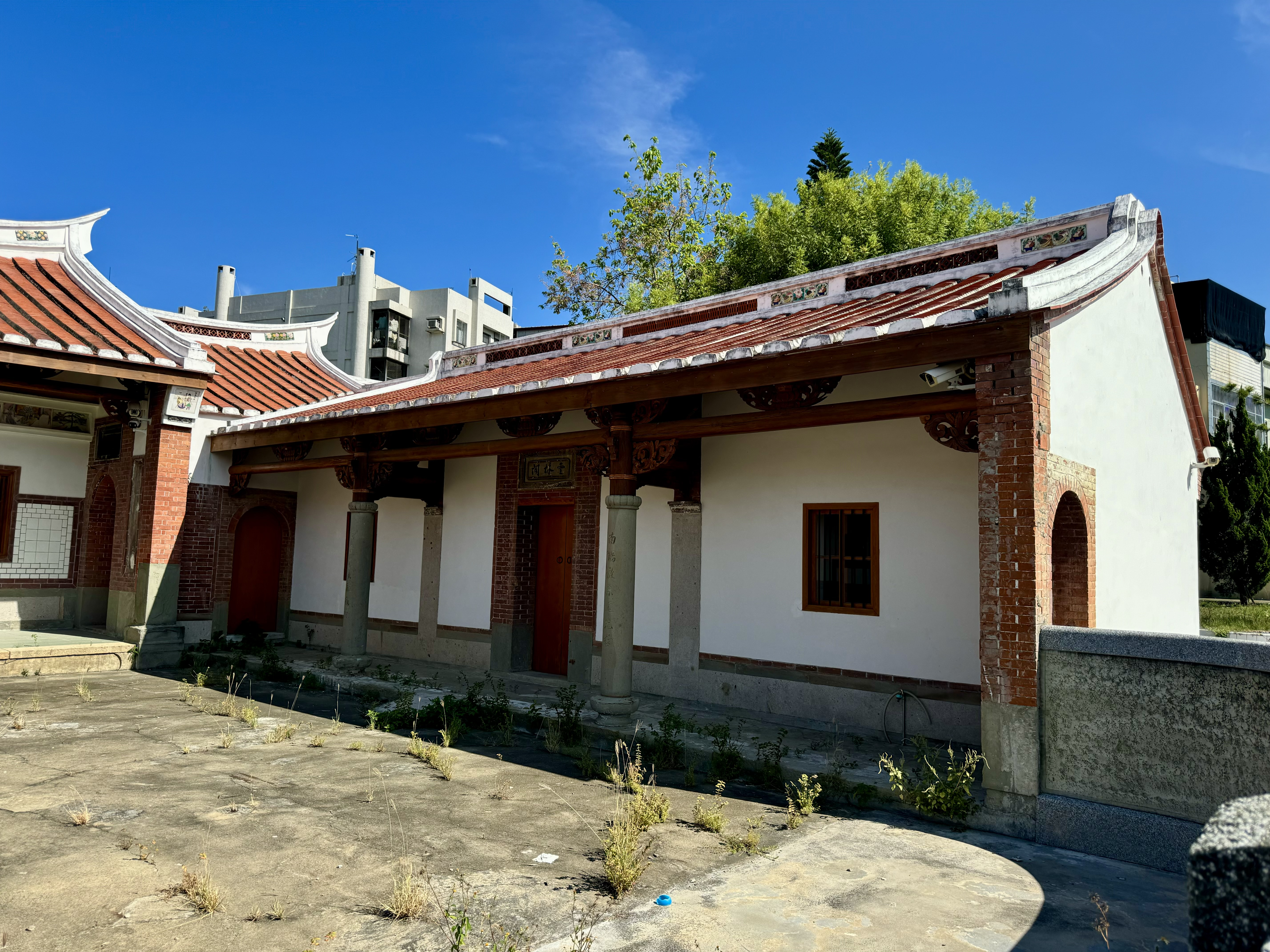
左廂

謝姓客家人自乾隆時期就是苗栗的拓墾大戶，在苗栗市、大湖鄉等地區皆有土地，並以此做為祭祀或獎學金的支出。其中的謝廷紀公嘗在昭和七年（1932年）在苗栗市興建祠堂，今址為清華里田心26號。
建立此宗祠的謝姓來自於汀州府永定。而屬於謝申伯公嘗的謝姓也同一年於苗栗市中正路與寶樹街起建宗祠、次年完工。為分別兩者，前者就冠上以「田心謝氏陳留堂」稱呼。

## 建築

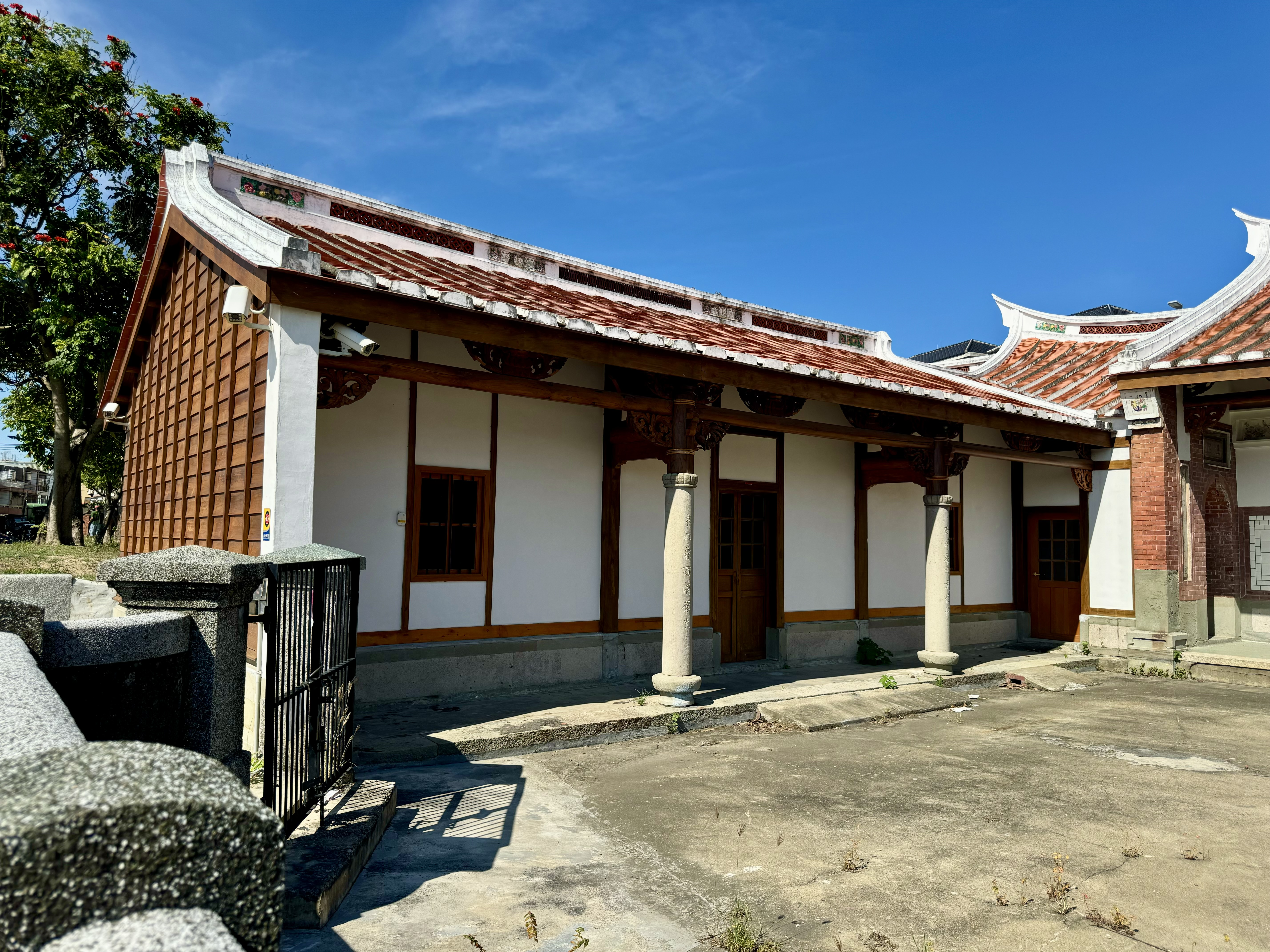
右廂

田心謝氏陳留堂宗祠構造屬傳統客家伙房屋建築，有作為曬稻埕的空間。建物表現日治中期各式工法及材料運用，為當時桃竹苗地區木作所流行的徐清匠派。像是新竹縣北埔姜氏家廟木工、木雕就為徐清的作品。
1935年新竹-台中地震後，田心謝氏陳留堂作部份修建，依然仍保留客家傳統民居建築形式。2007年1月5日中午，屋主謝滿雄發現無人居住的邊側房間發生火災，結果客廳與1間房間燒毀。

## 維護

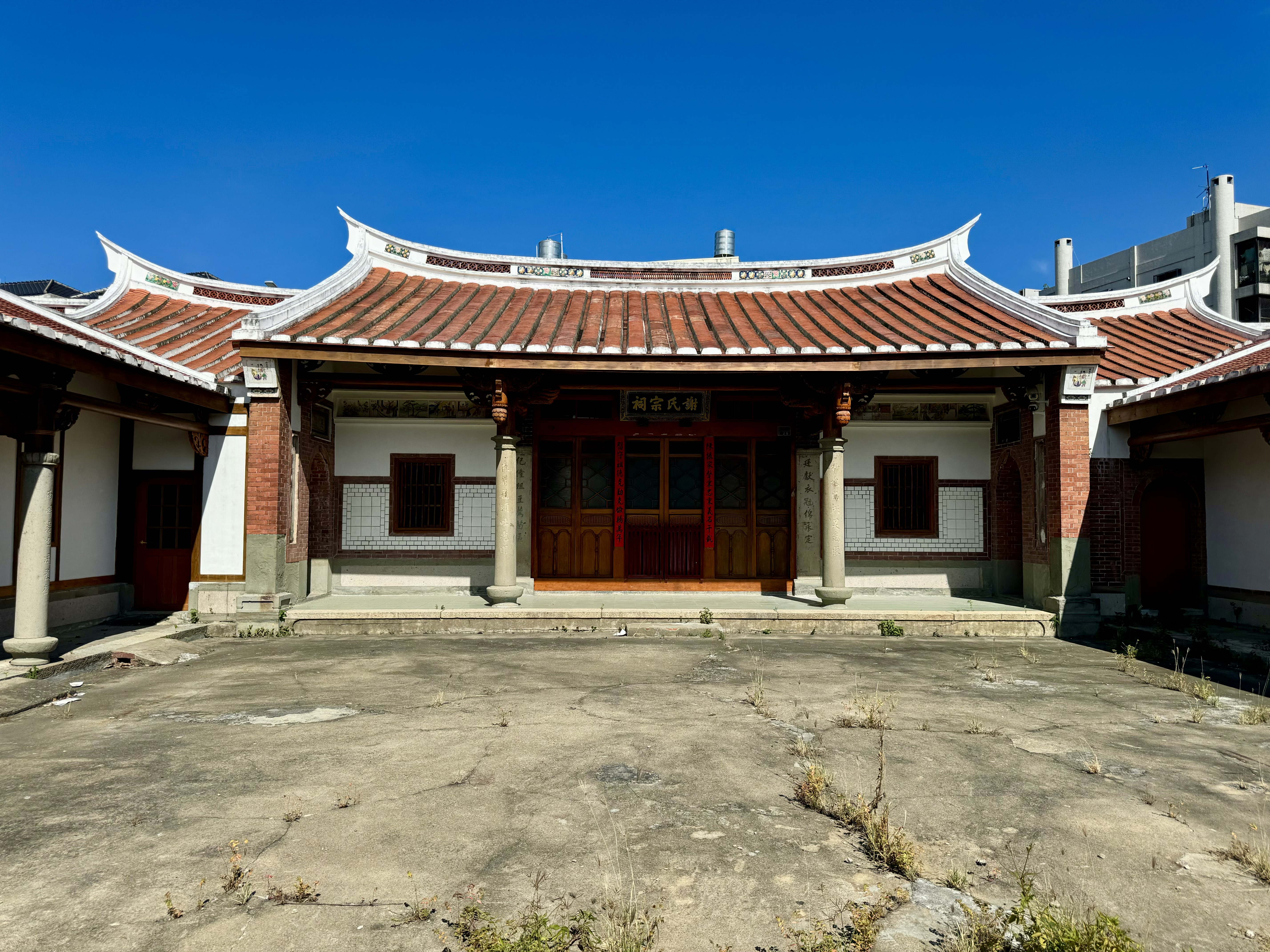
正廳

2009年3月10日，苗栗縣第2次有形文化資產審議委員會，通過將田心謝氏陳留堂列為歷史建築。5月25日，縣府國際文化觀光局完成登錄、公告。
中國科技大學針對謝氏陳留堂完成修復計畫後，文觀局先向客委會爭取新台幣200多萬元經費，於2013年夏辦理緊急加固及保護棚架工程。2019年1月19日，客委會主委李永得會勘後，允諾補助3100萬元進行整修。2020年3月6日，以3800萬作整體修復工程開工時，由謝氏族人代表謝成登、縣長徐耀昌、客委會客家文化發展中心主任何金樑、縣議員余文忠、徐筱菁、楊明燁、許櫻萍、鄭碧玉、湯維岳等參與。2022年4月初完工時，苗縣府文觀局長林彥甫表示除保存謝氏族人祭祖之用，也做為文史典籍展示區、客家文學微型圖書館、客家小學堂教室等功能使用
。